# (34499) 2000 SL150
2000 SL150 (asteroide 34499) é um asteroide da cintura principal. Possui uma excentricidade de 0.12965780 e uma inclinação de 8.89159º.
Este asteroide foi descoberto no dia 24 de setembro de 2000 por LINEAR em Socorro.